# 阿雷尼利亚斯德里奥皮苏埃尔加
阿雷尼利亚斯德里奥皮苏埃尔加，是西班牙卡斯蒂利亚-莱昂布尔戈斯省的一个市镇。总面积28平方公里，总人口228人（2001年），人口密度8人/平方公里。